# Il demone in pieno giorno
Il demone in pieno giorno (Hakuchū no tōrima) è un film del 1966, diretto da Nagisa Ōshima.

## Trama
Nagano, dopoguerra. In un villaggio rurale giapponese si aggira un maniaco sessuale, tale Eisuke, che uccide le donne del posto per poi possederle carnalmente. La giovane Shino è preda e vittima più volte delle sevizie dell'assassino. Nonostante ciò, ogni volta la ragazza non demorde e continua a vivere la sua travagliata esistenza in silenzio.

## Produzione

### Regia
La regia di Ōshima è minuziosa, ricca di numerosi dettagli e di primi piani. Sono state girate più di 1500 scene, alternate in un montaggio frenetico e ben scandito.

### Sceneggiatura
La pellicola si ispira ad un fatto di cronaca realmente accaduto in Giappone, durante gli anni cinquanta.
L'arco temporale della pellicola è costituito da continue analessi e prolessi.

## Distribuzione

### Data di uscita
Uscito nelle sale giapponesi il 15 luglio 1966, il lungometraggio venne presentato in Italia al Pesaro Film Festival soltanto nel 1971.

### Edizioni home video
Esistono sul mercato numerose edizioni home video in lingua originale. La Criterion ha realizzato una copia restaurata in alta definizione.

## Accoglienza

### Critica
Noël Burch ritiene Il demone in pieno giorno una delle migliori opere di Ōshima.
Generalmente, il film è stato giudicato positivamente dalle principali piattaforme online cinematografiche.
Alcuni critici sostengono che tale opera sia fonte ispiratrice per Ecco l'impero dei sensi, in particolare per l'analogia Eros e Thanatos.